# Wolframs-Eschenbach
Wolframs-Eschenbach es un municipio situado en el distrito de Ansbach, en el estado federado de Baviera en Alemania. Con una población a finales de 2016 de unos 3060 habitantes.
Se encuentra ubicado al oeste del estado, en la región de Franconia Media, cerca de la ciudad de Ansbach y de frontera con el estado de Baden-Wurtemberg. 